# Cantó de La Salvetat de Peiralés
El cantó de La Salvetat de Peiralés és un cantó francès del departament de l'Avairon, situat al districte de Rodés. Té 5 municipis i el cap cantonal és La Salvetat de Peiralés.

## Municipis
- Castèlmarin
- Crespinh
- L'Escura-Jaul
- La Salvetat de Peiralés
- Tairac

## Història
| Data d'elecció                           | Identitat       | Partit        | Qualitat |
| ---------------------------------------- | --------------- | ------------- | -------- |
| 1985-1995                                | Jean Bousquié   | UDF           |          |
| 1998-2004                                | Gilles Juillard | Divers gauche |          |
| 2004-                                    | André At        | UMP           |          |
| les dades anteriors no són pas conegudes |                 |               |          |
|                                          |                 |               |          |

## Demografia
| 1962  | 1968  | 1975  | 1982  | 1990  | 1999  | 2006  |
| ----- | ----- | ----- | ----- | ----- | ----- | ----- |
| 2.750 | 3.085 | 2.775 | 2.497 | 2.116 | 1.891 | 1.899 |